# Azusa (États-Unis)
Pour les articles homonymes, voir Azusa.
Azusa est une ville du comté de Los Angeles, dans l'État de Californie aux États-Unis, située dans la vallée de San Gabriel.

## Présentation
Au recensement de l'an 2010, la ville a une population totale de 46 361 habitants. Sa superficie est de 25 km2. Le nom de la ville provient du nom donné par les Indiens tongvas à cette zone : Asuksa-gna. Certains racontent que c'est la contraction de "AZ" et de "USA", signifiant qu'« on trouve tout de A à Z aux USA ».

## Démographie
La ville compte 12 716 ménages et 9 599 familles. La densité de la population est de 1 851 hab./km2. 26,8 % des habitants ont moins de 18 ans, 16,7 % ont entre 18 et 24 ans, 28,4 % ont entre 25 et 44 ans, 20,4 % ont entre 45 et 64 ans, et 7,7 % ont plus de 65 ans. L'âge médian est de 29,3 ans.
Le revenu médian des ménages de la ville est de 53 063 $. 19,2 % de la population se situe sous le seuil de pauvreté.
| Groupe            | Azusa | Californie | États-Unis |
| ----------------- | ----- | ---------- | ---------- |
| Blancs            | 57,6  | 57,6       | 72,4       |
| Autres            | 24,3  | 17,0       | 6,2        |
| Asiatiques        | 8,7   | 13,1       | 4,8        |
| Métis             | 4,7   | 4,9        | 2,9        |
| Afro-Américains   | 3,2   | 6,2        | 12,6       |
| Amérindiens       | 1,2   | 1,0        | 0,9        |
| Océaniens         | 0,2   | 0,4        | 0,2        |
| Total             | 100   | 100        | 100        |
|                   |       |            |            |
| Latino-Américains | 67,6  | 37,6       | 16,7       |

| 1860 | 1870 | 1900 | 1910  | 1920  | 1930  |
| ---- | ---- | ---- | ----- | ----- | ----- |
| 363  | 320  | 863  | 1 477 | 2 460 | 4 808 |

| 1940  | 1950   | 1960   | 1970   | 1980   | 1990   |
| ----- | ------ | ------ | ------ | ------ | ------ |
| 5 209 | 11 042 | 20 497 | 25 217 | 29 380 | 41 333 |

| 2000   | 2010   | - | - | - | - |
| ------ | ------ | - | - | - | - |
| 44 712 | 46 361 | - | - | - | - |

Jumelages
- Zacatecas (Mexique)